# Finderup Kirke (Viborg Kommune)
 For alternative betydninger, se Finderup Kirke. (Se også artikler, som begynder med Finderup Kirke)
Finderup Kirke er sognekirke i Finderup Sogn, som sammen med Ravnstrup Sogn og Dollerup Sogn udgør et pastorat.
Kirken ligger i den østlige udkant af landsbyen Finderup, som især er kendt som stedet hvor Erik Glipping blev dræbt den 22. november 1286. Kirken er bygget af rå kampesten, hvilket er usædvanligt. Den blev i slutningen af 1700-tallet udvidet mod vest med en murstenstilbygning.
I kirken ses en mindetavle for statsminister Ove Høegh-Guldberg (1731 – 1808), som ligger begravet på kirkegården. Ove Høegh-Guldberg var ved sin død ejer af Hald Hovedgård i nabosognet Dollerup. På kirkegården findes en mindesten for Høegh-Guldberg og hans hustru. Stenen er sat op længe efter ægteparrets død, og det er uklart, om den er anbragt på den egentlige grav. Ved siden af stenen for Høegh-Guldberg findes et familegravsted for familien Krabbe, som var ejere af Hald Hovedgård i den sidste halvdel af 1800-tallet.
Kirkens historie er noget uklar. Muligvis er kirken oprindelig bygget som bodskapel for Erik Glipping på det sted hvor han blev myrdet. Det sted i den vestlige del af byen, hvor mindekorset for Erik Glipping står, skulle så være stedet for den egentlige Finderup Kirke, som blev nedbrudt midt i 1500-tallet.
I 1791 blev kirken kor skilt fra resten af kirken og indrettet som gravkapel for familien Schinkel. Samtidig blev kirken udvidet med en murstenstilbygning mod vest. I 1860 blev koret igen en del af kirken.

## Eksterne kilder og henvisninger
- Finderup Kirke  hos KortTilKirken.dk